# Jadranska Lešnica
Jadranska Lešnica (cyr. Јадранска Лешница) – wieś w Serbii, w okręgu maczwańskim, w mieście Loznica. W 2011 roku liczyła 1933 mieszkańców.